# 全日本年金者組合
全日本年金者組合（ぜんにほんねんきんしゃくみあい、英語: JAPAN PENSIONERS' UNION）とは、1989年に結成された日本の年金受給者の利益を代表する組合（当事者組合）である。高齢者が主体の組織である。略称は年金者組合、JPN。機関紙は「年金者しんぶん」（月刊）。いわゆる法人格を有しない「組合」である。
47都道府県の全てに地方本部を置き、全国本部（中央執行委員会）を東京都に置く。942の地方支部を持ち、延べ11万人の組合員がいると自称する。
国が2012年の法改正で公的年金額を引き下げたのは生存権の侵害であると抗議するため、全国各地の裁判所に組合員ら延べ原告5300人に反対するために法廷闘争を行い、組合としても街頭闘争を行っている。組合の結成当初から「最低保障年金制度」を要求として掲げて活動しつつ、組合員同士の親睦を深める活動も行っている。近年ではジェンダー平等に力を入れて、中央執行委員会でも地方支部でも女性の役員の割合を増やす試みも行っている。
行政に対して、高齢の難聴者の補聴器購入支援を求める活動を行ったり、共同墓所の管理運営を行ったり、森友事件･加計事件への抗議活動も行っている。
支持政党は明確化していないが、日本共産党が加盟する中央社会保障推進協議会に年金者組合も加盟しており、また組合の動向がしんぶん赤旗で報じられる等、日本共産党とのつながりが深い。
全国労働組合総連合（全労連）にも年金受給者の組合として加盟している。